# Jón lærði Guðmundsson
Jón lærði Guðmundsson (eller Jón Guðmundsson den lärde), född 1574 i Ófeigsfjörður, död 1658 i Hjaltastaður, var en isländsk autodidakt.

## Biografi
Jón författade flera dikter, däribland en om sitt eget mödosamma liv i diktverket Fjölmóður. Han blev förföljd och förolämpad, därför att han av sin samtid ansågs trollkunnig, tills den fritänkande biskop Brynjólfur Sveinsson tog sig an honom. Även Jóns kritik mot Ari Magnússon, syssloman över Västfjordarna som förkunnat domar mot skeppsbrutna baskiska valfångstmän 1615 och låtit döda flera av dem (de s.k. "spanjordråpen", Spánverjavígin), ledde till att Jón blev förföljd och tvingades lämna sin hemgård.
Mest kända är Jóns två skrifter, som dock inte tryckts, det ena med naturhistoriskt innehåll (om isländska djur och naturfenomen) samt det så kallade Tidsfordrif av blandat innehåll. Det är naturligtvis inte tal om ett verkligt vetenskapligt arbete, men dessa skrifter vittnar dock om en betydande iakttagelseförmåga och mångsidigt naturintresse. Jón var mycket vidskeplig; hans skrifter är fulla av fabler och äventyr och har en stor folkloristisk betydelse för dåtidens vidskepliga föreställningar på Island. 
Jón lærði Guðmundsson ansågs ha kunskap om galdur, det vill säga isländsk magi, något som gjorde honom djupt respekterad av allmänheten, men också förföljd av myndigheterna. Tryck cirkulerade som omtalade hur han med hjälp av galdrar vid flera tillfällen ska ha avvisat turkiska slavskepp från kusterna, något som spred hans berömmelse och gjorde honom respekterad. Han förföljdes dock också av samma skäl av myndigheterna, och ställdes vid fler än ett tillfälle inför rätta åtalad för häxeri under 1630-talet, men lyckades vid varje tillfälle undvika dödsstraff.

## Utgivet på svenska
- Jón Guðmundsson. Västfjordsmassakern 1615: En sann berättelse om spanjorernas skeppsbrott och strid. Översättning och inledning Joakim Lilljegren. Göteborg: Anthropos, 2024.